# Gavet
Gavet est un ancien village français situé en Isère sur la commune de Livet-et-Gavet.

## Géographie
Créé en 1790, ce village autrefois paysans, est devenu industriel grâce au développement de l'hydroélectricité le long de la Romanche. L'accès s'effectue par la RD1091, c'est le premier village que l'on traverse sur la route de l'Oisans. Vizille est à 12 minutes ; Pont-de-Claix est à 20 minutes ; Bourg-d'Oisans à 23 minutes.

## Histoire
Ce village autrefois paysans s'est développé grâce à l'agriculture, puis sous l'impulsion des hauts fourneaux de la basse vallée de la Romanche à Rioupéroux et à Livet, l'industrie lourde s'y est installée. Le village était desservi par la voie ferrée venant de Grenoble.
La résistance y a été forte pendant la deuxième guerre mondiale, une stèle rappellent des combattants assassinés par les Allemands qui tentait d'accéder à l'Oisans.
Pour mémoire, un car de tourisme étranger était venu s'encastrer de plein fouet dans une habitation il y a quelques années, nécessitant une fermeture de la route nationale 91 pendant de longues heures un samedi de forte affluence pour l’accès aux stations de ski.[pertinence contestée]

## Économie
Aujourd'hui ce village reste le seul à avoir préservé l'activité industrielle lourde, avec la modernisation de l'Usine FerroPem, et exporte ses produits à travers le monde entier. Cette usine qui emploie plus de 140 personnes prévoit encore un accroissement de ses activités sur Gavet.
La centrale hydroélectrique de Romanche Gavet a été inauguré en octobre 2020 et remplace les 6 anciennes centrales sur le cours de la Romanche.
À la suite de la réalisation de la déviation de la RD1091 de Gavet, la commune a modernisé les réseaux, l'éclairage public et réaménagé l'espace public.

## Services
Le village dispose : 
- Une piscine municipale couverte récemment refaite à neuf, accueillant par exemple les enfants des communes voisines.
- Une école primaire,
- Une association Moto Club,
- Un espace de jeux pour enfants,
- Un terrain de football (actuellement indisponible car utilisé par le chantier Romanche-Gavet),
- Un institut de beauté,
- La Maison Romanche Énergies EDF.

## Manifestations
Chaque année, les associations avec la commune organisent sur le parking de la piscine la fête de la musique, avec bal dansant, et feu d'artifice tiré depuis le ruisseau de Gavet.
L'association moto-club, organisent également de nombreuses festivités tout au long de l'année.